# Gare de Néville
La gare de Néville est une gare ferroviaire française (fermée) de la ligne de Motteville à Saint-Valery-en-Caux, située le territoire de la commune de Néville, dans le département de la Seine-Maritime en région Normandie.
Une halte est mise en service en 1880 par la Compagnie des chemins de fer de l'Ouest, puis elle intègre en 1909 le réseau de l'Administration des chemins de fer de l'État avant celui de la Société nationale des chemins de fer français (SNCF) en 1938.
Elle est fermée en 1994.

## Situation ferroviaire
Établie à 71 mètres d'altitude, la halte de Néville est située au point kilométrique (PK) 196,179 de la ligne de Motteville à Saint-Valery-en-Caux, entre les gares fermées de Ocqueville et de Saint-Valery-en-Caux.
Voir le schéma de la ligne de Motteville à Saint-Valery-en-Caux.

## Service des voyageurs
La halte et la ligne sont fermées au trafic des voyageurs.

## Patrimoine ferroviaire
L'ancien bâtiment voyageurs, qui était utilisé pour le passage à niveau et pour la halte, est toujours présent.